# (1859) Kovalévskaia
(1859) Kovalévskaia és un asteroide que forma part del cinturó exterior d'asteroides i va ser descobert per Liudmila Juravliova el 4 de setembre de 1972 des de l'Observatori Astrofísic de Crimea (Naütxni).
Inicialment va ser designat com 1972 RS2. Posteriorment, va rebre el seu nom en honor de la matemàtica russa Sófia Kovalévskaia (1850-1891), qui fóra membre de l'Acadèmia de les Ciències de Sant Petersburg.
Kovalévskaia orbita a una distància mitjana de 3,208 ua del Sol, podent allunyar-se'n fins a 3,534 ua. Té una excentricitat de 0,1016 i una inclinació orbital de 7,707°. Empra 2099 dies a completar una òrbita al voltant del Sol.